# كأس العالم للدراجات الجبلية 2010
كأس العالم للدراجات الجبلية 2010 (بالإنجليزية: 2010 UCI Mountain Bike World Cup)‏ هو الموسم 20 من  كأس العالم للدراجات الجبلية ‏. أقيم بتاريخ 2010، وفاز فيه نينو اسشورتر، وكاثرين بندرل، وجي أثرتون، وSabrina Jonnier ‏، وجاريد جريفز، وAnita Molcik ‏.